# Palestyna w Imperium Osmańskim
Palestyna pod panowaniem Imperium Osmańskiego znajdowała się w latach 1517–1917.

## Historia

Rozwój terytorialny Imperium Osmańskiego w latach 1299–1683

### Rys ogólny
Imperium Osmańskie powstało na przełomie XIII i XIV wieku. Zostało założone przez tureckiego wodza Osmana I, który początkowo był wasalem sułtanatu Seldżuków, a w 1299 roku przyjął tytuł sułtana.
W następnych latach Imperium Osmańskie rosło w siłę, podbijając kolejne terytoria. W okresie od XIV do XX wieku obejmowało terytorium części południowo-zachodniej Azji, północną Afrykę i południowo-wschodnią Europę.
Było to jedno z najpotężniejszych politycznie i militarnie państw na świecie.

### Palestyna
W 1517 roku sułtan Selim I Groźny pokonał wojska egipskich mameluków w bitwach pod Marj Dabiq i al-Raydaniyya, a następnie zajął Syrię, Palestynę oraz Egipt. W ten sposób Palestyna znalazła się w Imperium Osmańskim.
Sułtan Selim I prowadził politykę przychylną Żydom i zezwalał na żydowskie osadnictwo w Palestynie. Jednak sama Palestyna została zdegradowana do roli majątku dzierżawionego powoływanym na okres roku poborcom podatkowym. Czerpano dochody łupiąc chrześcijańskich pielgrzymów, przy czym nic nie robiono dla promowania rozwoju gospodarczego.
W 1538 roku sułtan Sulejman Wspaniały wybudował mury obronne Jerozolimy, które do dzisiaj otaczają Stare Miasto. Sułtan nadał Żydowi, Józefowi Nassi, ziemię nad Jeziorem Tyberiadzkim, z przeznaczeniem odbudowania starego żydowskiego miasta Tyberiady. Józef Nassi otrzymał wyraźne zezwolenie, że w odbudowanym mieście będą mogli mieszkać tylko Żydzi.
Miasto Tyberiada zostało odbudowane. Zasadzono tam drzewa morwowe dla hodowli jedwabnika i założono przędzalnie jedwabiu. Planowano uczynić z Tyberiady miasto fabryczne, które mogłoby współzawodniczyć z Wenecją, jednakże plany te upadły.
W latach 1538–1541 w mieście Safed działał Sanhedryn, w którym zgromadziło się 25 rabinów pod przywództwem Rabina Jakuba Beraba. Miasto Safed stało się nowym centrum życia żydowskiego w Palestynie. Rabin Józef Karo otworzył tutaj jesziwę.
Około 1569 roku w Safedzie osiedlił się Rabin Izaak Luria. To za jego sprawą Safed stał się ważnym ośrodkiem kabalistycznym na świecie.
W 1759 roku wielkie trzęsienie ziemi zniszczyło Safed zabijając 2 tys. ludzi, w tym 190 Żydów.

### Francuska kampania syryjska

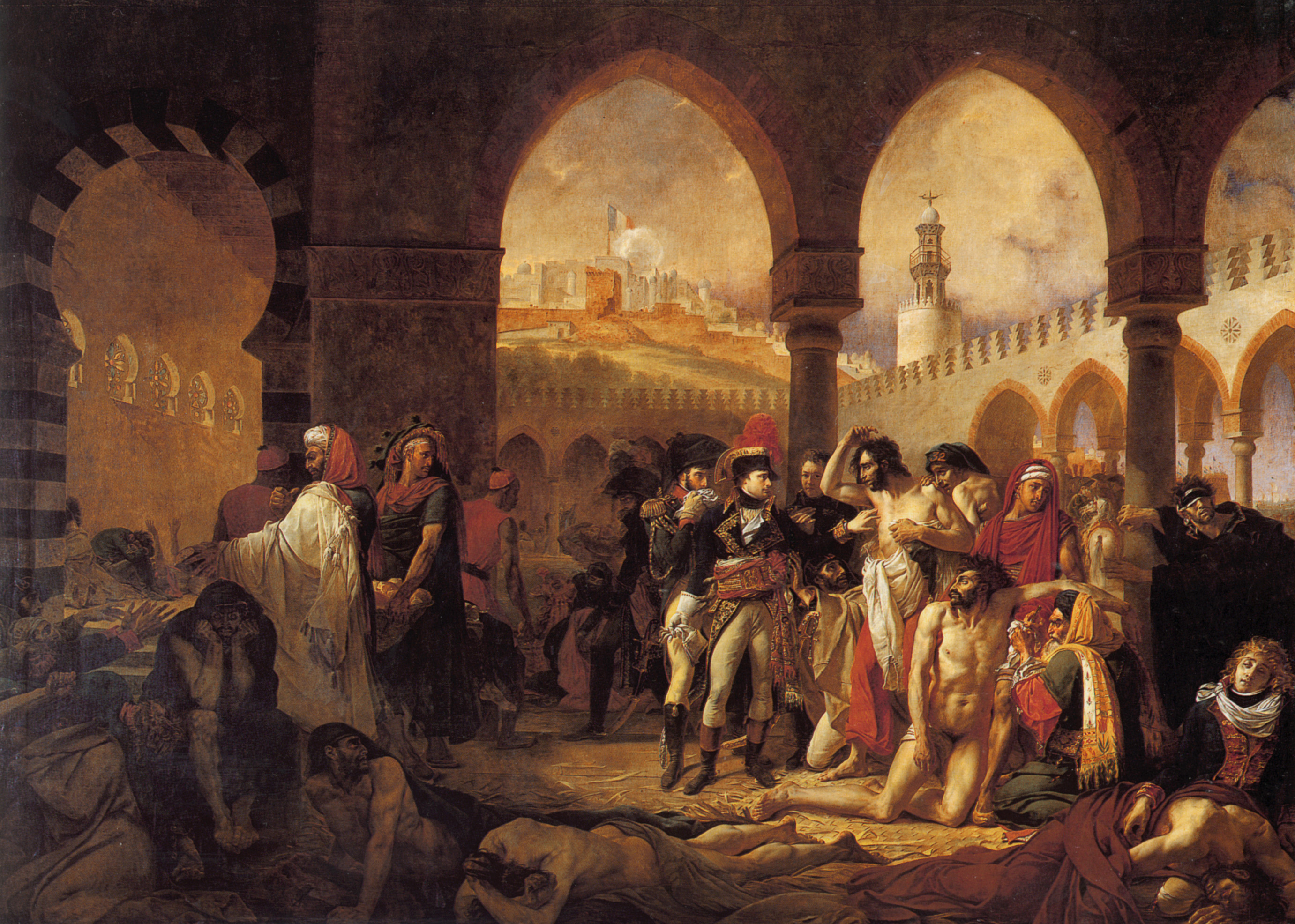
Napoleon Bonaparte w Jafie – obraz Antoine-Jean Gros

Podczas wyprawy Napoleona do Egiptu w 1798 roku flota brytyjska zniszczyła francuską flotę w bitwie pod Abukirem. Turcy spodziewali się, że oznacza to koniec Napoleona Bonaparte i przygotowali ofensywę, którą miały przeprowadzić dwie armie uderzające na Egipt z kierunku Syrii i Palestyny.
Napoleon Bonaparte uprzedził działania Turków, wezwał Żydów z Afryki i Azji, by podjęli przy jego wsparciu dzieło odbudowy Jerozolimy i w styczniu 1799 roku przeprowadził wyprzedzające uderzenie na Syrię i Palestynę.
Francuzi zdobyli Gazę oraz Jafę, 15 marca 1799 miała miejsce bitwa pod Nablusem, 16 kwietnia 1799 bitwa pod Górą Tabor. Po niepowodzeniu przy oblężeniu Akka, Francuzi wycofali się w maju do Egiptu.

### Początek osadnictwa żydowskiego

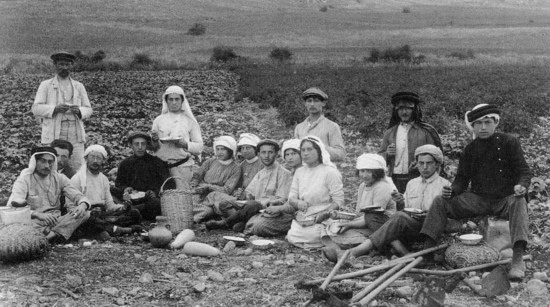
Pierwsza Alija

W 1841 roku Żydzi zakupili w Palestynie pierwszy gaj pomarańczowy. Uczyniono to za pieniądze brytyjskiego finansisty sir Mosesa Montefiore, a za namową Rabina Cwiego Hirsza Kaliszera.
W 1870 roku Żydzi z francuskiej organizacji Alliance Israélite Universelle wykupili w Palestynie mały obszar ziemi (nazwany Mikwat Israel), na którym założyli szkołę rolniczą. Do tego miejsca przybywali Żydzi z Europy Środkowej i Wschodniej, zwłaszcza z terenów Rosji.
W 1879 roku organizacja Alliance Israélite Universelle wykupiła mały obszar ziemi w pobliżu Jafy. Utworzono w tym miejscu kolonię rolniczą Petach Tikwa.
W latach 1881–1903 do Palestyny napłynęła pierwsza fala żydowskich emigrantów. Była to tzw. Pierwsza Alija. Szacuje się, że w tym okresie osiedliło się w Palestynie ok. 25 tys. Żydów.
W latach 1904–1913 podczas Drugiej Alii do Palestyny przybyło ok. 40 tys. Żydów.
W 1914 roku w Palestynie istniały już 43 żydowskie kolonie rolnicze, z czego 14 było kibucami.

### I wojna światowa

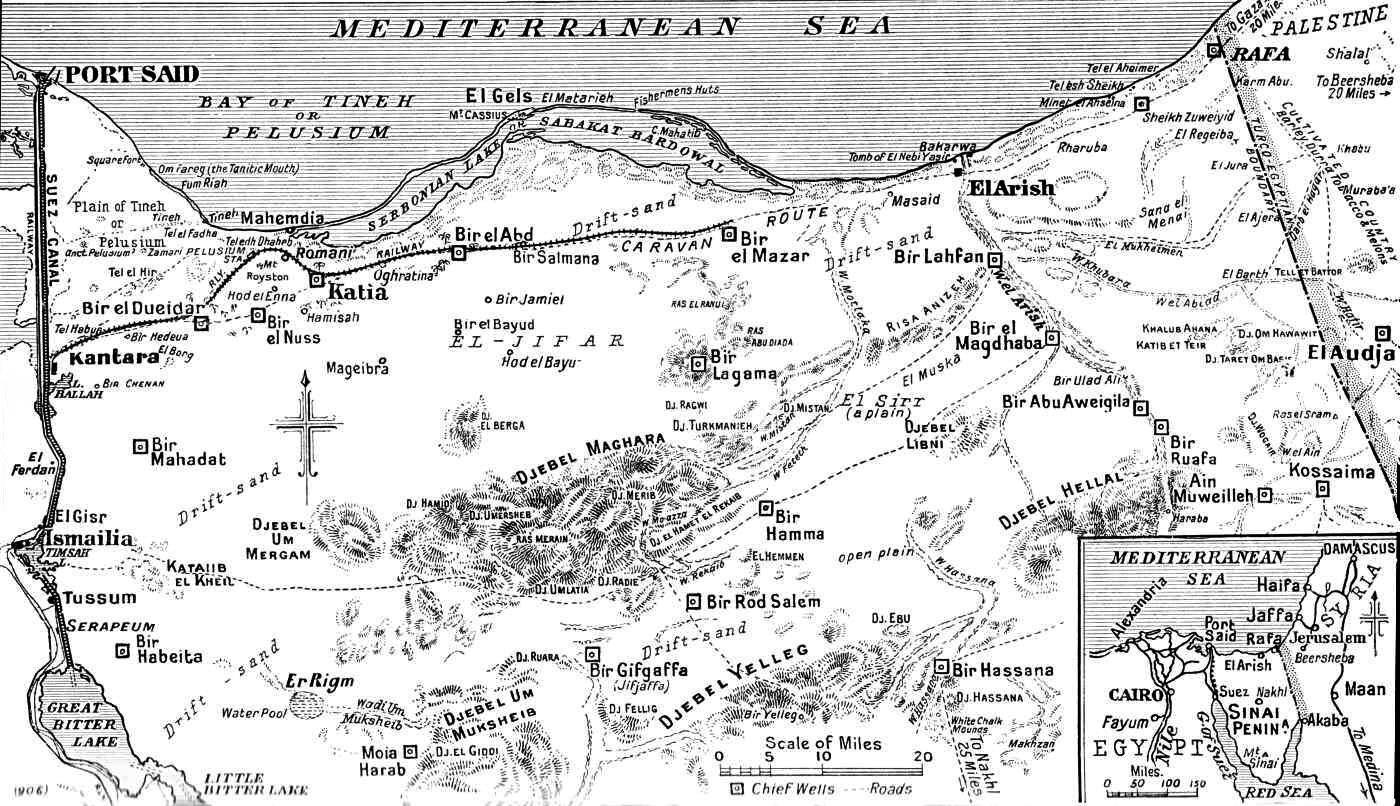
Mapa Centralnego i Północnego Synaju z 1917 r.

Gdy w Europie rozpoczęła się I wojna światowa (1914–1918) naczelny wódz wojsk tureckich w Syrii, Djemel Pasza, rozpoczął prześladowania Żydów w Palestynie. Między innymi nakazał ich ewakuację z Jafy i Tel Awiwu. Prześladowania, wysiedlenia, ewakuacje, nędza, głód i choroby wstrząsnęły podstawami żydowskiej kolonizacji w Palestynie. W takich okolicznościach żydowscy działacze Josef Trumpeldor i Władimir Żabotyński wystosowali rezolucję do władz brytyjskich wzywającą do stworzenia Legionu Żydowskiego w Egipcie, który znajdował się pod brytyjską władzą.
W 1915 w Palestynie powstała żydowska organizacja szpiegowska NIL (Netzah Israel Lo Yeshaker) działająca przeciwko Turcji na rzecz Wielkiej Brytanii. Założycielami byli Awszalom Feinberg i Aaron Aaronson. W 1917 roku Turcy częściowo rozbili organizację, aresztując i zabijając wielu jej członków.
W 1916 roku doszło do zawarcia tajnego układu francusko-brytyjskiego (M. Sykes-S. Picot) o podziale Bliskiego Wschodu na sfery wpływów. Porozumienie zakładało uznanie niezależnego państwa arabskiego lub konfederacji państw arabskich w Palestynie, ale z rządem międzynarodowym. Nie uwzględniono postulatów środowisk syjonistycznych, a jedynie memorandum komitetu żydowsko-angielskiego, który żądał równouprawnienia dla Żydów w Palestynie.
W październiku 1916 roku żydowscy syjoniści przedstawili rządowi brytyjskiemu oddzielne memorandum, w którym przedstawili własne stanowisko w sprawie Palestyny. Postulowali uznanie przez rząd Wielkiej Brytanii siedziby narodowego żydostwa w Palestynie. Realizacja siedziby miałaby nastąpić na drodze autonomii narodowej, poprzez wspieranie emigracji i kolonizacji w Palestynie. Szczegóły miałyby zostać sformułowane na podstawie oddzielnych porozumień między rządem brytyjskim i przedstawicielami Światowej Organizacji Syjonistycznej. W lutym 1917 roku nowy rząd brytyjski spotkał się z przedstawicielami Światowej Organizacji Syjonistycznej: Rothschildem, Weizmanem i Sokołowem. Postulowali oni, aby Wielka Brytania objęła protektorat nad Palestyną oraz udzieliła państwowego czarteru dla żydowskiej imigracji i kolonizacji. Chaim Weizman, przewodniczący Światowej Organizacji Syjonistycznej, uzyskał poparcie brytyjskie dla projektów żydowskich w postaci słynnej Deklaracji Balfoura (2 listopada 1917 roku).
W pierwszej połowie 1916 Brytyjczycy rozszerzyli swoje pozycje obronne na Synaj i odrzucili wszystkie ataki tureckie (główna bitwa pod Ruamani – 3 sierpnia 1916). Następnie armia brytyjska osiągnęła Al-Arisz. 8-9 stycznia 1917 w wyniku bitwy pod Magruntein oddziały tureckie zostały całkowicie wyparte z Synaju. Tym sposobem Anglicy mogli teraz swobodnie wkroczyć do Palestyny. Po dwóch nieudanych atakach na Gazę (26 marca i 17–19 kwietnia 1917), nowy dowódca wojsk brytyjskich w Palestynie, gen. Allenby, otrzymał rozkaz zdobycia Jerozolimy.
Po reorganizacji struktury dowodzenia Allenby’emu udało się wreszcie zdobyć Gazę (31 października 1917) i zmusić Turków do odwrotu. Pomimo rozpaczliwej obrony tureckiej, którą tworzył niemiecki gen. von Falkenhayn, Anglicy zdobyli Jerozolimę 9 grudnia 1917 r. Dalsze postępy Brytyjczyków zostały zahamowane, bowiem z armii wydzielono duże siły wysłane na front zachodni. Ale we wrześniu 1918 Allenby przeprowadził kolejną ofensywę. Atakowi temu miała się przeciwstawić silna obrona utworzona na linii sięgającej od Jafy do rzeki Jordan. Anglicy zdecydowali się uderzyć od strony wybrzeża, natarcie powiodło się i przełamano pozycje tureckie, a przez wytworzoną w ten sposób lukę szybko wdarła się kawaleria, która parła w głąb terytorium przeciwnika. Piechota natomiast niszczyła ostatnie punkty oporu w bitwie pod Megiddo (19–21 września 1918). Pościg za uciekającymi oddziałami wroga zakończył się kapitulacją Turków 30 października 1918.